# شيرايشي تاكاشي
شيرايشي تاكاشي (بالأنكليزية:Shiraishi Takashi) رئيس تحرير موقع نيبون الإخباري، رئيس المعهد العالي الوطني للدراسات السياسية، ولد في محافظة إهيمي عام 1950 حصل على الماجستير في العلاقات الدولية من جامعة طوكيو عام 1974، حصل على الدكتوراه من جامعة كورنيل الأمريكية عام 1977. أستاذ الدراسات السياسية عام 2005، أستاذ بقسم دراسات جنوب شرق آسيا جامعة كيوتو عام 2007. مدير مركز تطوير الاقتصاد، وعضو تنفيذي في مجلس سياسات العلوم والتكنولوجيا برئاسة مجلس الوزراء من يناير/كانون الثاني 2009 إلى يناير/كانون الثاني 2013.